# Velika loža Gruzije
Velika loža Gruzije (gruz. საქართველოს დიადი ლოჟა) je tradicionalna slobodnozidarska velika loža u Gruziji. Osnovana je 2015. godine uz pomoć regularne Velike lože Rusije s kojom je godinu dana kasnije raskinula odnose.

## Povijest
Nakon ponovnog stjecanja neovisnosti 1991. godine, koje je uslijedilo raspadom komunističkog Sovjetskog Saveza, stvoreni su uvjeti za obnovu slobodnog zidarstva u Gruziji. 
Prve lože slobodnih zidara u modernoj Gruziji osnivaju se u prvoj polovici 2010-ih. U veljači 2013. godine, u razmaku od dva tjedna, Velika loža Rusije je u Tbilisiju osnovala dvije lože, "Kralj David Graditelj" i "Sveta Tamara". Dvije godine kasnije, u ožujku 2015. godine u Tbilisiju, Velika loža Rusije osniva svoju treću ložu, Ložu "Đuro V. Briljantni". Ove tri lože su 14. ožujka 2015. godine osnovale Veliku ložu Gruzije. Međutim, ova gruzijska velika loža, osnova od ruske strane, ne nailazi na priznanje od drugih regularnih velikih loža koje su u to vrijeme imale svoje lože u Gruziji, Velika loža Armenije, Velika loža Ukrajine i Velika loža Turske koje nastavljaju svoje aktivnosti.
Velika loža Gruzije u narednom razdoblju samostalno osniva tri nove lože, prvo "Aleksandr Gribojedov" u Mcheti u lipnju 2015. te tijekom početkom 2016. godine još dvije u Tbilisiju, "Mozart" i "Vitezovi svjetla".
Uzimajući u obzir komplekste odnose u Gruziji, 28. listopada 2016. godine Ujedinjene velike lože Njemačke organiziraju sastanak u Kölnu s predstavnicima svih velikih loža koje djeluju u Gruziji, uključujući rusku, ukrajinsku, armensku i tursku veliku ložu. Nakon pregovora, četiri regularne velike lože koje djeluju u Gruziji postižu  dogovor o uspostavi nove velike lože koje će ujediniti sve lože untar granica Gruzije. Nakon Kölnskog skupa Velika loža Gruzije opoziva svoje prizanje Velike lože Rusije.
Dvije godine nakon sastanka u Kölnu, ruska, ukrajinska, armenska i turska velika loža u Tbilisiju u kolovozu 2018. godine osniva se Ujedinjena velika loža Gruzije na ceremoniji koju su predvodile Ujedinjene velike lože Njemačke, Veliki orijent Nizozemske i Nacionalna velika loža Poljske, ujedinjujuću svih 13 masonskih loža koje su do tada osnovane na području Gruzije, pa i formalno one koje su radile pod okriljem Velike lože Gruzije. Međutim, Velika loža Gruzije i dalje nastavlja postojati zadržavajući svoje lože pod okriljem.
Godine 2018. Velika loža Gruzije se priključuje u Konfederaciju ujedinjenih velikih loža Europe (GLUDE), vodeći savez tradicionalnih velikih loža.
U svojim izvješćima za 2023. i 2024. godinu Povjerenstvo za informiranje o priznavanju pri Konferenciji velikih majstora u Sjevernoj Americi i dalje je suzdržano o prihvaćanju Ujedinjene velike lože Gruzije kao regularne velike lože, dok Veliku ložu Gruzije prepoznaje kao takovu.

## Ustroj
Sjedište Velike lože Gruzije je u Tbilisiju.

### Lože
U prosincu 2024. godini pod zaštitom ove velike lože radi 12 loža, od toga su sedam u Tbilisiju, po jedna u Mcheti, Rustaviju, Batumi ju, Marneuliju i Zugdidiju:
- Loža "Kralj David Graditelj" (ლოჟა მეფე დავით აღმაშენებელი) br. 1, Tbilisi – nosi naziv po kralju Davidu IV.; osnovana kao loža br. 39 pod zaštitom Velike lože Rusije.
- Loža "Sveta kraljica Tamara" (ლოჟა წმინდა თამარ მეფე) br. 2, Tbilisi – nosi naziv po kraljici Tamari; osnovana kao br. 41 pod zaštitom Velike lože Rusije.
- Loža "Kralj Salomon" (ლოჟა მეფე სოლომონი) br. 4, Tbilisi – nosi naziv po Salomonu, trećem kralju Izraela i Židova prema Bibliji.
- Loža "Ioane Petritsi" (ლოჟა იოანე პეტრიწი) br. 5, Tbilisi – nosi naziv po Ioanu Petritsiju, neoplatonističkom filozofu iz 11.–12. stoljeća i radi na engleskom jeziku.
- Loža "A. S. Gribojedov" (ლოჟა ა.ს. გრიბოედოვი) br. 6, Mcheta – nosi naziv po ruskom književniku Aleksandru Sergejeviču Gribojedovu.
- Loža "Grigor I. Bagrationi" (ლოჟა გრიგოლ I ბაგრატიონი) br. 7, Rustavi – nosi naziv po princu Grigoru, unuku kralja Đure XII..
- Loža "Amadeus Mozart" (ლოჟა ამადეუს მოცარტი) br. 8, Batumi – nosi naziv po austrijskom skladatelju i masonu Wolfgangu Amadeusu Mozartu.
- Loža "Akacija" (ლოჟა აკაცია) br. 9, Tbilisi – nosi naziv po biljci akacija.
- Loža "Ruža i križ" (ლოჟა ვარდი და ჯვარი) br. 10, Tbilisi – istraživačka loža nosi naziv po ruži i križu čija kombinacija je simbol Rozenkrojcera.
- Loža "An-Nur" (ლოჟა ან ნური) br. 11, Marneuli – nosi naziv po An-Nur, 24. suri u Kuranu te radi i na kazaškom jeziku.
- Loža "Zlatno runo" (ლოჟა ოქროს საწმისი) br. 12, Zugdidi – nosi naziv po Zlatnom runu iz grčke mitologije; radi na francuskom jeziku u čast gruzijske Lože "Prometej" br. 558 koja radi pod okriljem Velike lože Francuske.
- Loža "Pitagora" (ლოჟა ამადეუს მოცარტი) br. 13, Tbilisi – nosi naziv po starogrčkom matematičaru Pitagori.

U okviru ove velike lože radile su i:
- Loža "Đuro V. Briljantni" (ლოჟა გიორგი V ბრწყინვალე) br. 3, Tbilisi – nosila naziv po kralju Đuri V.; osnovana kao br. 48 pod zaštitom Velike lože Rusije.
- Loža "Vitezovi svjetla", Tbilisi

### Uprava
Velikom ložom Gruzije upravlja veliki majstor koji se bira na trogodišnje razdoblje.
1. Archil Ebralidze (2015. – 2016.)[12]
2. Irakli M. (2016. – 2019.)[13]
3. Vakhtang J. (2019. – 2022.)[2]
4. Giorgi P. (od 2022.)[2]

### Međunarodna suradnja
Velika loža Gruzije je članica nekoliko međunarodnih saveza:
- Konfederacija masona Kavkaza (od 2017.; suosnivač)
- ICUGL (od 2018.)[a]
- Crnomorski masonski savez (od ožujka 2019.; suosnivač)

### Obredi
Primarni obred Velike lože Gruzije je Drevni i prihvaćeni škotski obred. Velika loža upravlja simboličkim stupnjevima plave lože (učenik, pomoćnik i majstor) i delegira upravljanje visokim stupnjevima na dodatna tijela i redove.

## Pridružena tijela i redovi
Upravljanje visokim stupnjevima ova velika loža provodi kroz pridružena tijela i redove od kojih svaki predstavlja jedan obred a na temelju potpisanih konkordata.
- Vrhovno vijeće Gruzije Drevnog i prihvaćenog škotskog obreda (საქართველოს უმაღლესი საბჭო უძველესი და მიღებული შოტლანდიური წესდაბა) – nadležno za rad Drevnog i prihvaćenog škotskog obreda.[14]

### Škotski red
Vrhovno vijeće Gruzije Drevnog i prihvaćenog škotskog obreda je osnovano 6. svibnja 2023. godine u Tbilisiju. Prvi Gruzijci postali su članovi Škotskog reda 13. prosinca 2017. godine u Parizu. Tri godine kasnije, 2020., osnovana su tijela ovog reda: loža savršenstva, kapitel ružinog križa i areopag.
Pod okriljem Vrhovnog vijeća Gruzije rade:
- Loža savršenstva "Prometej" (სრულყოფილების ლოჟა "პრომეთე"), Tbilisi
- Kapitel ružinog križa "Vitezovi blistave golubice" (როზენკროიცერული კაპიტული "გასხივოსნებული მტრედის რაინდები"), Tbilisi
- Areopag "Jednoj svjetlosti" (არეოპაგი "Ad Unum Lucem"), Tbilisi